# HD 224350
HD 224350 är en orange jätte i Bildhuggarens stjärnbild.
Stjärnan har visuell magnitud +6,25 och befinner sig därför på gränsen för vad som går att se synlig för blotta ögat vid god seeing.